# ТИМ-СКУФ
ТИМ-СКУФ (укр. ТІМ-СКУФ) — украинский женский баскетбольный клуб из Киева. Существовал с 1997 по 2017 год. Пятикратный чемпион Украины.

## История
Команда основана в 1997 году на базе Национального университета физического воспитания и спорта Украины. Его учредителями стала супружеская пара тренеров — Игорь и Марина Ткаченко, благодаря чему команда получила название ТИМ-СКУФ (Ткаченко Игорь и Марина — Спортивный клуб университета физкультуры). Первоначально Игорь Ткаченко являлся президентом и главным тренером, а его супруга — играющим старшим тренером.
Ткаченко имел связи с криминальным миром и был известен под кличкой «Череп». В 1994 году он был осуждён на восемь лет лишения свободы за вымогательство, однако спустя два с половиной года его освободили по амнистии. Являлся главным тренером женской сборной Украины по баскетболу. После двух лет работы с командой он был уволен из-за конфликта с Федерацией баскетбола Украины. 8 декабря 2001 года Ткаченко был убит на автостоянке у своего дома.
В конце 1990-х команда являлась базовой для сборной Украины. Её цвета в это время защищали игроки национальной команды Марина Ткаченко, Наталья Видринская, Оксана Письменник и Елена Крикуненко. В сезоне 1997/98 команда дебютировала на международной арене, сыграв в Кубке Ронкетти. На национальном уровне чемпионом Украины ТИМ-СКУФ впервые стал в сезоне 1998/99, обыграв в финале «Козачку-ЗАлК». В дальнейшем команда побеждала в сезонах 1999/00, 2007/08, 2011 и 2016/17. К последней победе в украинской лиге ТИМ-СКУФ привёл тренерский дуэт Марины Ткаченко и Людмилы Назаренко. По итогам сезона 2016/17 лучшим игроком лиги была признана «скуфиня» Елена Гулямова, а приз лучшего защитника получила Анна Ольховик.
В 2000-е годы команда являлась участником Балтийской лиги. Также ТИМ-СКУФ неоднократно играл в Кубке губернатора Курской области.
Клуб фактически был расформирован в 2017 году, а его лучшие баскетболистки (Горобец, Скорбатюк, Ольховик, Краевская) перешли в новосозданный «Киев-Баскет».

## Достижения
Чемпионат Украины:
- Первое место: 1998/99, 1999/00, 2007/08, 2011, 2016/17
- Второе место: 1997/98, 2002/03, 2003/04, 2004/05, 2008/09, 2013/14
- Третье место: 2005/06, 2006/07, 2011/12, 2012/13

Кубок Украины:
- Второе место: 2008/09, 2016/17

Балтийская лига:
- Второе место: 2006
- Третье место: 2005